# Таубе, Николай Иванович
Николай Иванович Таубе (29 апреля 1911, Чита, Российская империя — 1982) — советский журналист и сценарист.

## Биография
Родился 29 апреля 1911 года[по какому календарю?] в Чите. В 1925 году был принят в штат газеты «Красная смена», где год был спецкором. В 1926 году поступил в Минскую совпартшколу, которую окончил в 1929 году, одновременно с этим продолжал свою журналистскую деятельность в качестве ночного редактора и репортёра. В 1929 году Н. И. Таубе поступил в Ленинградскую Академию искусствознания, которую окончил в 1930 году, затем учился на курсах сценаристов при Ленинградском отделении киностудии Белгоскино. В конце 1930-х годов работал корреспондентом газеты «Ленинградская правда» и Всесоюзного радио. В 1941 году в связи с началом ВОВ ушёл добровольцем на фронт и был направлен во 2-й стрелковый батальон 7-го стрелкового полка 1-й стрелковой дивизии НКВД. О своём выборе уйти добровольцем на фронт очень жалел, ибо на фронте сделал одно из каких-то нелепых нарушений и 23 мая 1942 года был арестован. 11 июня того же года ему был вынесен приговор — по статье 58-10 УК РСФСР был приговорён к 10 годам лишения свободы, однако 11 мая 1943 года коллегией Верховного суда РСФСР Н. И. Таубе был реабилитирован, выпущен на свободу и демобилизован в связи с ухудшением состояния здоровья.
В послевоенное время — кинодраматург, член Союза кинематографистов СССР, жил и работал в Москве.
Умер в 1982 году.

## Фильмография

### Сценарист
- 1932 — Счастье
- 1933 — Первая любовь
- 1937 — Соловей
- 1940 — Приятели
- 1956 — Моя дочь
- 1959 — Мечты сбываются

### Семья
- До ареста Николай Таубе был женат на Ольге Ефимовне Таубе.
- В 1950-х — 1980-х был женат на переводчице Татьяне Алексеевне Кудрявцевой[4][3]; с начала 1960-х они проживали в ЖСК «Советский писатель» (Красноармейская улица, д.23)[5][6].